# Urban Dictionary
Urban Dictionary je osnovao Aaron Peckham 14. listopada 2001. i jedan je od najpoznatijih online-rječnika čije definicije pišu korisnici. 
Zamišljen je kao rječnik slenga, no, kako korisnici definiraju pojmove koji su njima važni, definirane su i standardne riječi, poznate osobe, televizijske serije, filmovi, države i mnogi drugi pojmovi koji nisu sleng. Isto tako definirane su i novotvorenice, skraćenice te različiti znakovi koji se koriste u komunikaciji pisanim putem. Kako bi potpuno opisali neku riječ korisnici su uz neke riječi stavili sliku koja opisuje pojam ili pak izgovor te riječi.

## Rangiranje definicija riječi
Zbog velikog broja definicija pojedinih riječi, pojavio se problem kojim ih redom poredati na stranici. To je riješeno tako što je omogućeno posjetiteljima stranica da ocjenjuju svaku od definicija dajući im palac gore odnosno palac dolje – koja stranica dobije najviše palaca gore ta će biti prva na popisu definicija određenog pojma. 

## Moderiranje definicija riječi
Pošto su definicije ovog rječnika pisali sami korisnici, te su definicije ujedno i mišljenja nekog korisnika o nekom pojmu. Iako je takav uvid u ljudsku psihu koristan u različitim istraživanjima, došlo je do pritužbi na određene definicije koje su bile veoma rasističke, šovinističke ili na bilo koji drugi način uvredljive. Kako bi takve definicije bile pod kontrolom, dodana je mogućnost još jednog glasovanja uz svaku definiciju – ostaje li, odlazi li ili ne znam. Takav način suzbijanja ofenzivnih definicija nije opstao jer ti glasovi nisu bili objektivni pa su izbacivane definicije ne samo koje su ofenzivne nego i one koje nisu odgovarale mišljenju posjetitelja stranice. 
Na kraju je uspostavljen sustav provjere pristiglih definicija prije nego što budu objavljene na stranici. Kako definicije pristižu u velikom broju svaki dan (prosječno 2000 definicija po danu), neprovjerene definicije čekaju u redu da ih dobrovoljni urednici pregledaju. Definicije pojma koji nema još niti jednu definiciju automatski idu na početno mjesto reda za provjeru kako bi odmah bile objavljene. Naravno, dobrovoljni urednici ne izbacuju svaku definiciju koja je imalo ofenzivna nego samo one koje izričito i na vulgaran način vrijeđaju opisani pojam – no svejedno takva provjera izobličuje sliku stavova korisnika.

## Svrha
Urban Dictionary većina posjetitelja ne koristi za traženje točne definicije nego za zabavu i dijeljenje svog mišljenja s drugima o nekom pojmu. Rječnici kao što su Urban Dictionary najviše koriste psiholozima i lingvistima jer daju najsvježiju sliku današnjeg poimanja svijeta i svima pristupačan popis riječi koje su u svakodnevnoj upotrebi, a nisu još ili neće ući u rječnik standardnog jezika.
Riječ emo (stil oblačenja punkera) je jedna od riječi s najviše definicija (preko 1000 njih), dok je jedna od novijih riječi s jednom definicijom ghetto silencer (prigušivač za pištolj napravljen od plastične boce).

## Dostupnost
U listopadu 2006. godine objavljena je i knjiga  Urban Dictionary: Fularious Street Slang Defined (Urban Dictionary: Najsmješniji ulični sleng definiran) s više od 150 000 pojmova.
Osim što se rječniku može pristupiti na njegovoj stranici www.urbandictionary.com, izdan je i freeware program za OS Mac – Urban Dictionary 1.0 koji omogućuje pretraživanje Urban Dictionaryja s desktopa (potrebno je biti online kako bi se program mogao povezati s bazom pojmova rječnika). U dodatcima za Mozillu Firefox - Research Word i SlimSearch, Urban Dictionary je jedan od rječnika koji možete izabrati kako bi vidjeli definiciju određene riječi.